# チベット料理
チベット料理は、チベット高原（チベット自治区、青海省、四川省西部、甘粛省・雲南省の一部）を中心に、ネパール、インド北部、ブータンなどチベット系住民が多く住む周辺国・地域で食べられている料理である。

## 特徴
地理的に高地の為、もともと食材が豊富な方ではなく、料理の種類や味付けも豊富ではない。野菜や果物なども使われるが、種類は限られる。肉はチベットに多く生息するヤクや羊、ヤギなどの肉が多く食べられている。生乳、バター、チーズなどの乳製品もよく食べられる。
チベット仏教徒であるチベット人が食べる食事は、禅宗の精進料理のような禁葷食ではない。チベット料理に用いられる動物は、偶蹄類に限り、馬、ロバ、犬や、蹴爪のある鶏などの鳥類は食べない。また、水中にいる魚類、甲殻類、貝類、両生類なども食べない。ただし、近年、若いチベット人の中には、中国料理としてのニワトリ、アヒル、エビなどの料理を食べるものもいる。
調味には、塩やカホクザンショウ(花椒)がよく用いられる。

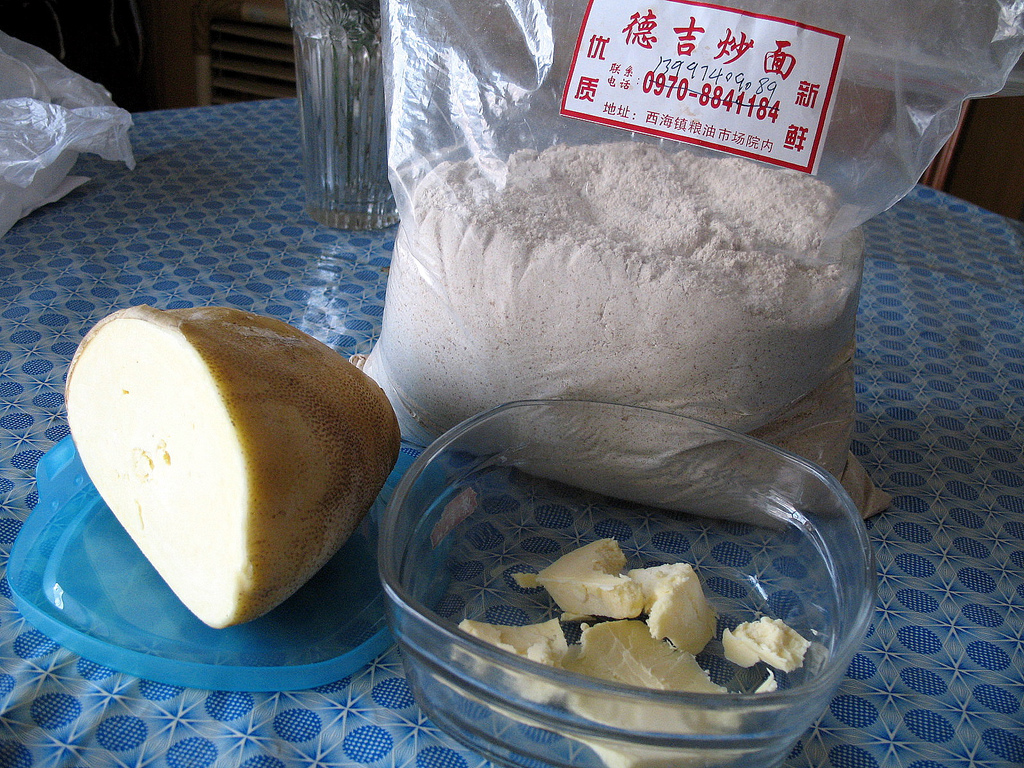
ツァンパ

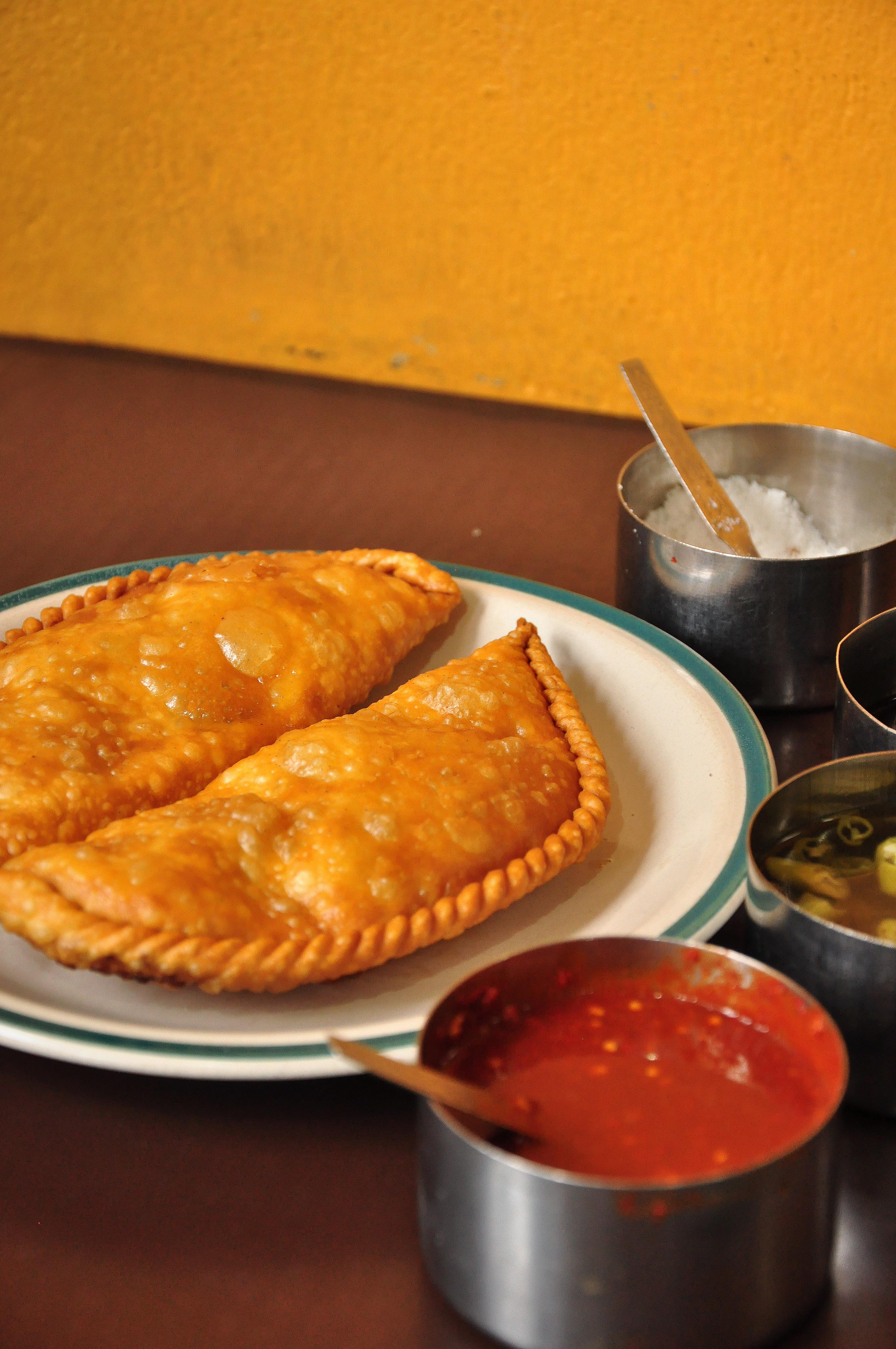
シャパレ

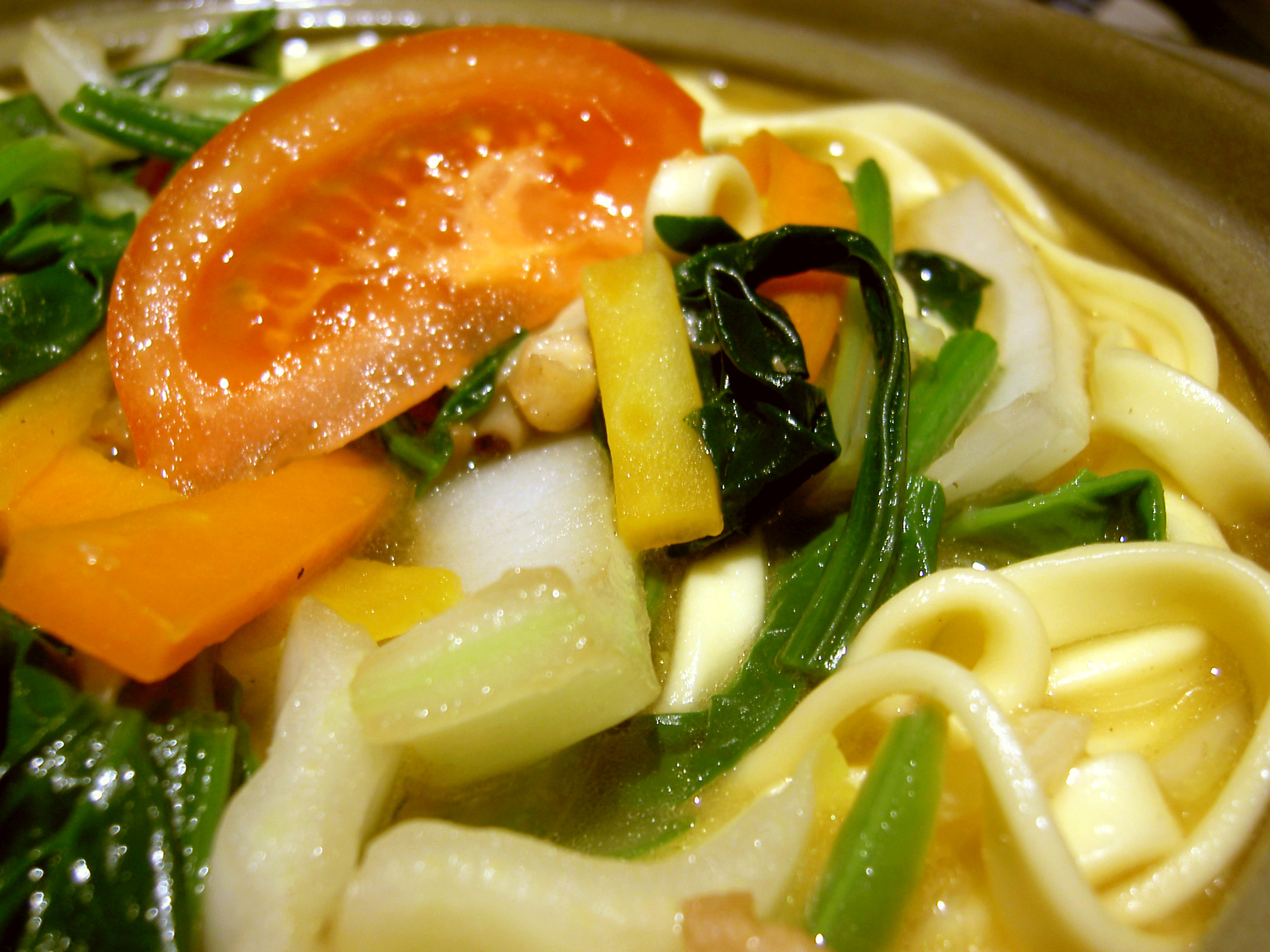
トゥクパ

## 主なチベット料理
- ツァンパ (རྩམ་པ་)

麦焦がし。チベットの主食。大麦の一種のハダカオオムギを炒って粉末状にしたものにジャ（バター茶）を少量加え、手で良くこね、団子状にして食べるもの。
- バレ（英語版） (བག༌ལེབ༌) ※ラサ方言では「パレ」

チベットのパン。地域ごとに異なり、一般的にはホットケーキのように円形で薄いもの。肉入りの揚げパンはシャパレという。
- トゥクパ (ཐུག་པ་)

うどんに類似。日本のうどんと違い、麺にコシはないが野菜やきのこ、ヤクの肉などの具材を加えたあっさりとしたスープで、日本人にも食べやすい。すいとん状のトゥクパもある。
- テントゥック (འཐེན་ཐུག་)

アムド地方で食べられるチベット風うどん。麺はきし麺のように平打ちにしたもの。
- モモ (མོག་མོག་)

チベット風の餃子。野菜のほか、チベット本土ではヤクの肉が具材として使われる。形は小籠包に近いのが多い。日本や中国と同じものもあれば、シュウマイのように丸い形のものもある。ネパールやブータン、シッキムでもポピュラーな料理で、水餃子のものや具材にチーズを加えるなど、地域によって食べ方が変わる。
- ティンモ（英語版） - 蒸しパン

### 飲み物
- ジャ (ཇ་)

プージャ (བོད་ཇ་)、直訳するとチベット茶はバター茶である。黒茶を固めた磚茶（団茶）を削りヤク乳のギーであるヤクバターと岩塩を混ぜたものをドンモと呼ばれる道具で撹拌して作る。塩分がありスープに近い味で、日本人には好みが分かれる。
- チャン(ཆང༌)

大麦や米などからつくられる酒。

### お菓子
- カプセ（英語版）

ヤク乳のバターと小麦粉で作った生地を油で揚げた伝統菓子で、お正月や結婚式などの祝いごとに食される。